# Hans-Joachim Kiderlen
Hans-Joachim Kiderlen (* 6. Dezember 1943 in Hamburg) ist ein deutscher Diplomat und Theologe. Kiderlen war zuletzt Generalkonsul in Karatschi und anschließend von 2008 bis 2017 Bischof der Evangelisch-Lutherischen Kirche in Georgien.

## Leben

### Ausbildung und Karriere
Kiderlen studierte von 1964 bis 1969 Rechtswissenschaft und Geschichte. Nach dem Assessorexamen trat er 1972 in den auswärtigen Dienst ein und fand zunächst bei der Ständigen Vertretung bei den Europäischen Gemeinschaften sowie später bei der bundesdeutschen Botschaft in Moskau und bei der Botschaft in Lomé in Togo Verwendung. 1980 wechselte er in die Völkerrechtsabteilung des Auswärtigen Amtes nach Bonn, woran sich von 1984 bis 1986 eine Tätigkeit am Generalkonsulat in San Francisco anschloss. Danach war Kiderlen wiederum in der Völkerrechtsabteilung tätig, deren stellvertretender Leiter er bis 1990 war. Anschließend arbeitete er für die evangelische Kirche. 2001 kehrte er in den diplomatischen Dienst zurück und wurde deutscher Gesandter in Neu-Delhi. 2004 bis 2006 diente Kiderlen als deutscher Botschafter in Usbekistan und von 2006 bis 2008 als Generalkonsul im pakistanischen Karatschi.
Nach Eintritt in den Ruhestand wurde Kiderlen 2008 zum Vorsitzenden des Bundesvorstands der Deutsch-Indischen Gesellschaft gewählt. Dieses Amt hat er bis heute inne. Für eine von der Berliner Staatssekretärin Sawsan Chebli als sexistisch empfundene Bemerkung anlässlich einer Veranstaltung der Gesellschaft im Oktober 2017 – er habe keine so junge und schöne Staatssekretärin erwartet – entschuldigte er sich kurz darauf. Der Vorgang, den Chebli per Twitter und Facebook öffentlich gemacht hatte, hatte ein beträchtliches Medienecho und eine Debatte über sexistisches Verhalten von Männern ausgelöst.

### Kirchliche Laufbahn
Von 1984 bis 1988 studierte Kiderlen berufsbegleitend Theologie. Er legte 1988 und 1995 die theologischen Examina bei der Evangelischen Kirche im Rheinland ab. 1990 wechselte Kiderlen, der dazu vom Auswärtigen Amt beurlaubt worden war, in den Dienst der Evangelischen Kirche in Deutschland und war bis 1994 Leiter ihres Verbindungsbüros in Brüssel. Anschließend fungierte er bis 2001 als Konsistorialpräsident der provinzialsächsischen Kirche.
Im Oktober 2008 übernahm Kiderlen das Amt eines Bischöflichen Visitators der Evangelisch-Lutherischen Kirche in Georgien, im Jahr darauf wurde er zum Bischof dieser Kirche gewählt und am 13. Dezember 2009 in sein Amt eingeführt. Sein Nachfolger als Bischof wurde 2017 Markus Schoch.